# Frank Ellis Boynton
Frank Ellis Boynton (10 de julio de 1859 – 10 de diciembre de 1942) fue un autodidacto, botánico activo en la Región Sudeste de los Estados Unidos de América. Trabajó en los Dominios Biltmore con su hermano Charles L. Boynton, y con Chauncey Beadle.

## Honores

### Epónimos
- (Fagaceae) Quercus boyntonii Beadle[1]
- (Leguminosae) Robinia boyntonii Ashe[2]
- (Rosaceae) Crataegus boyntonii Beadle[3]
- (Rosaceae) Rubus boyntonii Ashe[4]

- La abreviatura «F.E.Boynton» se emplea para indicar a Frank Ellis Boynton como autoridad en la descripción y clasificación científica de los vegetales.[5]